# Lophoptera aleuca
Lophoptera aleuca là một loài bướm đêm trong họ Noctuidae.